# Дом Минского товарищества взаимного сельскохозяйственного страхования
Дом Минского товарищества взаимного сельскохозяйственного страхования — четырёхэтажное здание начала XX в. в Минске на углу ул. Городской Вал и пр. Независимости, 2/15. Памятник архитектуры неоклассицизма. Сейчас здание занимает Министерство внутренних дел.

## История

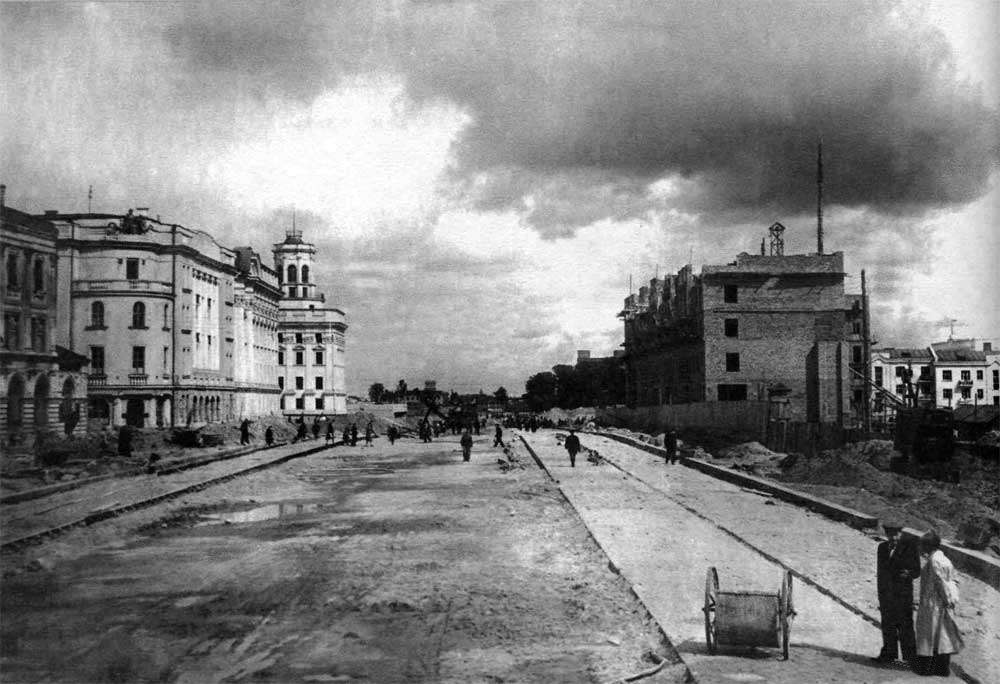
Фото 1948 года, слева дом Минского товарищества взаимного сельскохозяйственного страхования

Прежний адрес — № 49/7 на пересечении улиц Захарьевской и вновь открытого в начале 1910-х Захарьевского переулка.
Четырёхэтажное каменное здание спроектировано архитектором Генрихом Гаем и построено в 1914 году на месте двух домов, участка земли (пл. 281,74 кв. саж.), купленного до 1910 г. Минским тоавриществом взаимного сельскохозяйственного страхования (от огня) у Минского общества сельского хозяйства, и участка земли (пл. 48,31 кв. саж.) купленного у Минского благотворительного общества. Автор скульптурной композиции неизвестен, предположительно — Станислав Гайдукевич.
В 1915 году на первом этаже располагались 2 магазина акцизного общество Лансберга, цветочная лавка Ивана Крживицкого, молочная лавка Пикса, магазин инженера Янишевского Г. Я., котельная, 2 магазина общества помощи раненым военным, магазин Красного Креста. На 2-м этаже правление Минского земледельческого товарищества взаимного страхования. На 3-м этаже — Минский общественный клуб (в 8 комнатах с кухней и прихожей). На 4-м этаже располагалась контора и коммерческая служба Либаво-Роменской железной дороги.
В 1915—1916 годах в доме также расположены столовая при Главном штабе армии, управление Главного уполномоченного Российского общества «Красного Креста». В 1917 — коммерческая служба и кабинет помощника начальника коммерческой службы Либаво-Роменской железной дороги, канцелярия хозяйственной части главуполномоченного Красного Креста, потребительское общество «Сила».
С 1919 года в здании располагается «Земгор» (на 3-м этаже), Минский уездный исполнительный комитет (13 отделов), жилищный районный совет (4-й этаж), справочный стол домовых комитетов Минска. В 1922 собственник — городской жилищный отделения коммунального хозяйства Минского окружного исполнительного комитета.
С 1920 года здание занимает ЧК Беларуси. С 1922 — ГПУ БССР. В 1929 году в здании располагается ГПК (Государственное политическое руководство), казармы полка ГПК, клуб, комендатура, Центральная «контора». С 1934 года — НКВД БССР.
Сейчас здание занимает Министерство внутренних дел Республики Беларусь.

## Архитектура

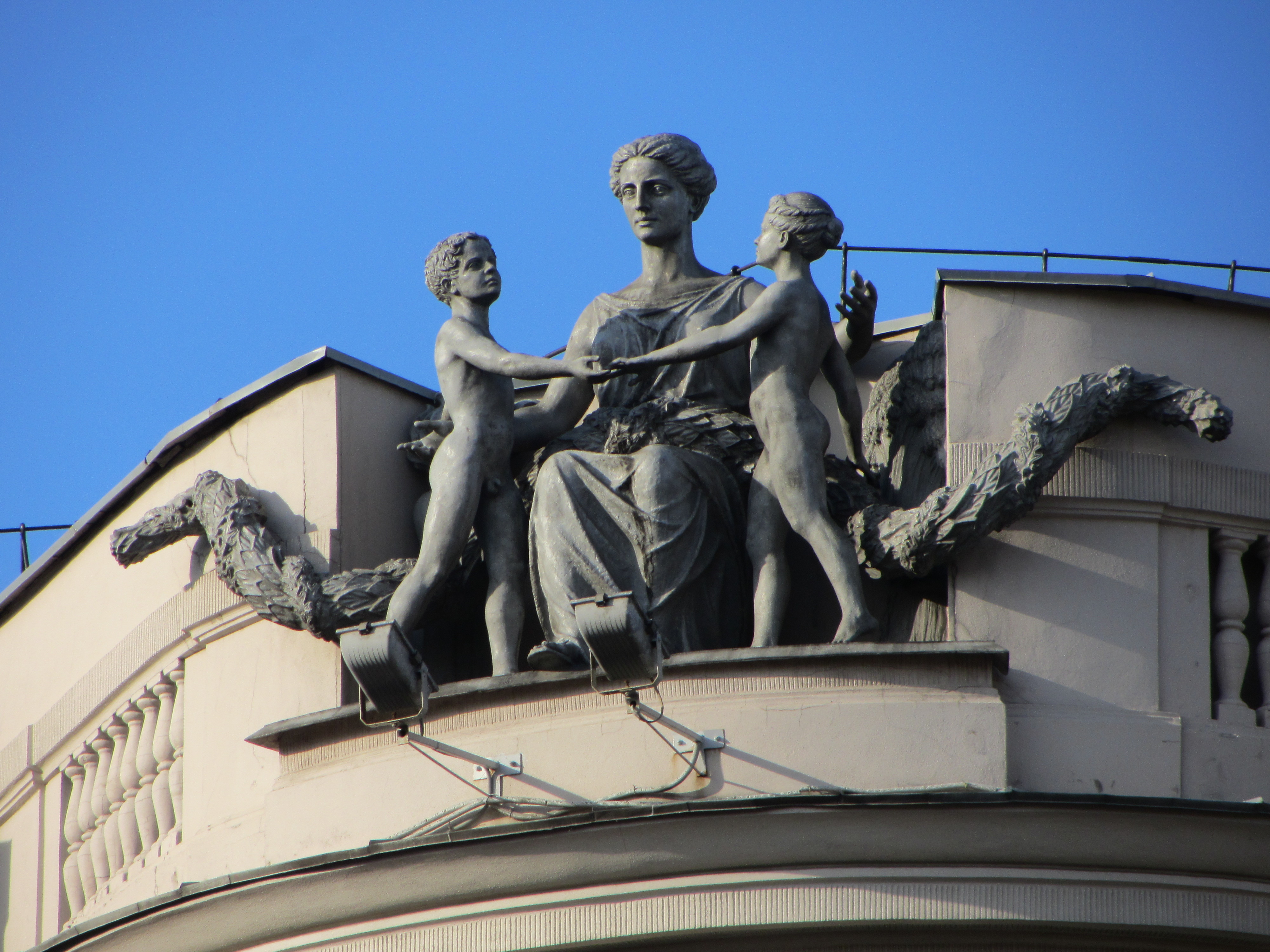
Скульптурная композиция «Деметра с детьми»

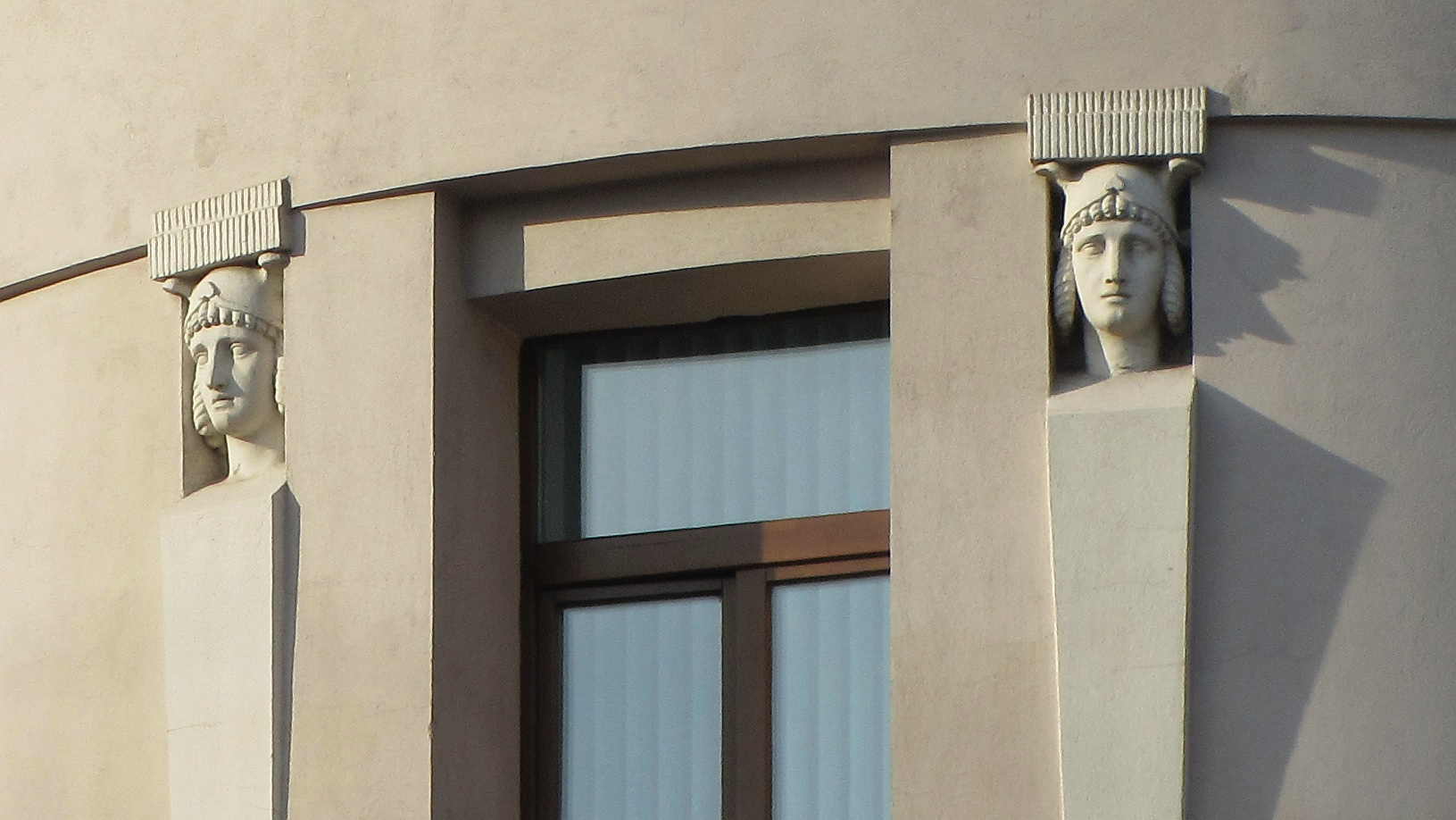
Маскароны

Композиция этого четырёхэтажного Г-образного в плане сооружения основывалась на контрастном сочетании широкой скругленной угловой части и двух удлиненных крыльев. Крыло, ориентированное фасадом на пр. Независимости, сохранилась лишь частично. Акцент приходится на угловую часть, где располагается главный вход. Его выделяют четыре канелированных полуколонны, которые имитируют портик. На третьем этаже над входом — широкая лоджия. Угловая часть здания завершена скульптурной композицией в виде греческой богини плодородия, богатства и земледелия Деметры с детьми. Основные декоративные элементы боковых крыльев — полуколонны ионического ордера на высоту второго-четвертого этажей. По всему периметру — невысокий парапет с балюстрадой. Оконные проемы на первом этаже полуциркульные, на остальных — прямоугольные в нишах с балюстрадой. Внутренняя планировка коридорного типа.

## Скульптура Деметры с детьми
До 1952 года здание украшала скульптурная композиция Деметры с детьми, которая позже была замурована в одном из зданий Министерства внутренних дел. Значительно поврежденная скульптура была найдена в 2000-х годах. В 2004 году она была восстановлена скульпторами Александром Дранцем и Павлом Цыбулей, после чего была возвращена на историческое место.